# Rat der Bürgermeister
Der Rat der Bürgermeister in Berlin (RdB) ist ein Gremium zur Beteiligung der Bezirke an Fragen der Verwaltung und Gesetzgebung. Nach Artikel 68 der Verfassung von Berlin ist den Bezirken die Möglichkeit zu geben, zu den grundsätzlichen Fragen der Verwaltung und Gesetzgebung Stellung zu nehmen. 
Mindestens einmal im Monat finden Beratungen des Regierenden Bürgermeisters, des Bürgermeisters und der Bezirksbürgermeister oder den stellvertretenden Bezirksbürgermeistern als Vertretern des Bezirksamtes statt. Der Rat der Bürgermeister hat jedoch keine Möglichkeit, gegen Gesetzesvorlagen oder Verwaltungsentscheidungen des Senats ein Veto einzulegen, er ist ein reines Beratungsgremium, allerdings mit Verfassungsrang.